# Омельченко, Вадим Владимирович
Вади‌м Влади‌мирович Оме́льченко (укр. Вадим Володимирович Омельченко; род. 30 июля 1963, Днепропетровск) — украинский политический деятель, основатель и президент Института Горшенина. Заслуженный юрист Украины. Чрезвычайный и Полномочный Посол Украины во Французской Республике (с 2020). Чрезвычайный и Полномочный Посол Украины в Княжестве Монако (с 2021) по совместительству. Постоянный представитель Украины при ЮНЕСКО (с 2020) по совместительству.

## Биография
Окончил Национальную юридическую академию им. Ярослава Мудрого. По образованию — юрист-правовед. Заслуженный юрист Украины.
Проходил службу в органах внутренних дел на должностях оперативного состава.
В 1996—1998 годах — руководитель группы советников вице-премьер-министра Украины по экономическим реформам Сергея Тигипко.
В 2000—2006 годах — вице-президент корпорации «Интерпайп».
В 2005—2006 годах и 2008—2009 годах — советник спикеров Верховной Рады Украины, также занимал должность консультанта парламентского комитета по вопросам борьбы с организованной преступностью и коррупцией.
Преподавал в Институте международных отношений Киевского национального университета имени Тараса Шевченко, читал лекции в Дипломатической академии Украины имени Геннадия Удовенко при МИД Украины.
С 2006 года — Института Горшенина, координатор Стратегического совета, старший партнёр. Выступает с лекциями и докладами в École Militaire, Национальной ассамблее и Сенате Франции, неоднократно давал интервью и экспертные комментарии о ситуации в Украине ведущим французским изданием, в частности Le Monde, La Croix, La Tribune.
С 11 июня 2020 года — Чрезвычайный и Полномочный Посол Украины во Франции.
С 23 ноября 2020 года — Постоянный представитель Украины при ЮНЕСКО по совместительству.
С 28 апреля 2021 года — Чрезвычайный и Полномочный Посол Украины в Княжестве Монако по совместительству.

## Дипломатический ранг
- Чрезвычайный и Полномочный Посол (2023)[6].

## Награды
- Орден «За заслуги» III степени (20 июля 2025 года) — за весомый личный вклад в развитие межгосударственного сотрудничества, консолидацию международной поддержки суверенитета и территориальной целостности Украины, плодотворную дипломатическую деятельность и высокий профессионализм[7].